# Erioptera pila
Erioptera pila är en tvåvingeart som beskrevs av Alexander 1966. Erioptera pila ingår i släktet Erioptera och familjen småharkrankar. Inga underarter finns listade i Catalogue of Life.